# 시베니크크닌주

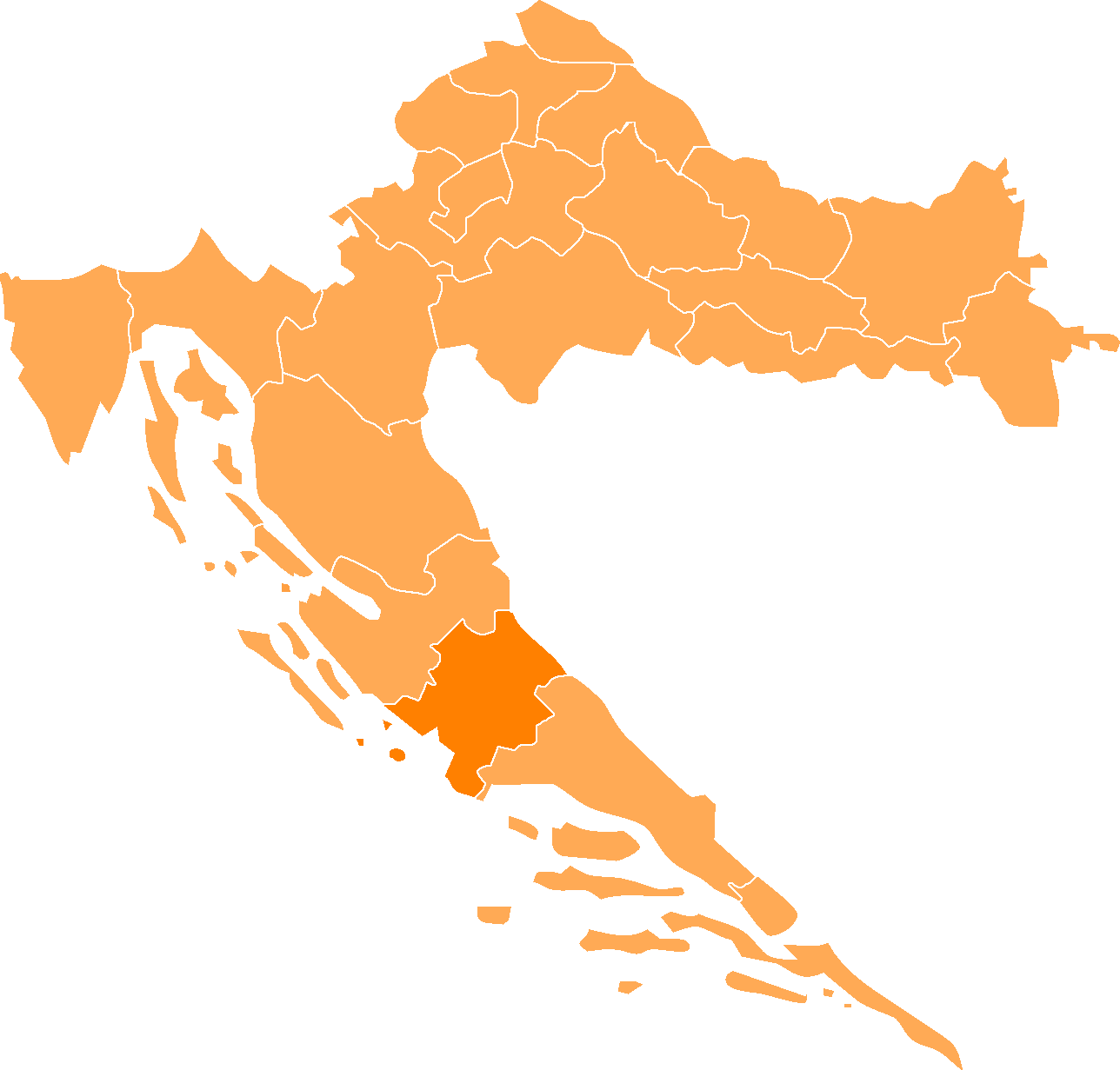
시베니크크닌주의 위치

시베니크크닌주(크로아티아어: Šibensko-kninska županija)는 크로아티아 달마티아 지방 중북부에 위치한 주로 주도는 시베니크이며 면적은 2,994km2, 인구는 112,891명(2001년 기준), 인구 밀도는 37.7명/km2이다.
남동쪽으로는 스플리트달마티아주, 남쪽과 서쪽으로는 아드리아해, 북쪽으로는 자다르주와 접하며 동쪽으로는 보스니아 헤르체고비나와 국경을 접한다. 5개 시와 15개 지방 자치체를 관할하며 주 의회는 41개 의석으로 구성되어 있다.

주기
주 문장

## 인구
| 연도 | 인구    | ±%     |
| ---- | ------- | ------ |
| 1857 | 85,163  | —      |
| 1869 | 89,831  | +5.5%  |
| 1880 | 92,854  | +3.4%  |
| 1890 | 103,302 | +11.3% |
| 1900 | 118,310 | +14.5% |
| 1910 | 130,238 | +10.1% |
| 1921 | 134,215 | +3.1%  |
| 1931 | 147,166 | +9.6%  |

| 연도 | 인구    | ±%     |
| ---- | ------- | ------ |
| 1948 | 148,360 | +0.8%  |
| 1953 | 157,405 | +6.1%  |
| 1961 | 164,757 | +4.7%  |
| 1971 | 161,199 | −2.2%  |
| 1981 | 152,128 | −5.6%  |
| 1991 | 152,477 | +0.2%  |
| 2001 | 112,891 | −26.0% |
| 2011 | 109,375 | −3.1%  |